# Diplogaster nudicapitatus
Diplogaster nudicapitatus is een rondwormensoort uit de familie van de Diplogasteridae. De wetenschappelijke naam van de soort is voor het eerst geldig gepubliceerd in 1914 door Steiner.